# Motor de flotabilidad

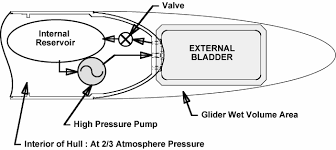
Diagrama del funcionamiento de un motor de flotabilidad

Un motor de flotabilidad es un dispositivo que altera la flotabilidad de un vehículo u objeto con el fin de moverlo verticalmente, como en el caso de los flotadores de perfilado y las boyas sigilosas submarinas, o de proporcionarle un movimiento hacia delante (proporcionando así una propulsión de flotabilidad variable), como en el caso de los planeadores submarinos y algunas aeronaves autónomas. 
Para aplicaciones submarinas, los motores de flotabilidad suelen incluir una bomba hidráulica que infla y desinfla una cámara externa llena de fluido hidráulico o extiende y retrae un émbolo rígido. El cambio en el volumen total del vehículo altera su flotabilidad, haciendo que flote hacia arriba o se hunda según sea necesario. También se han propuesto sistemas alternativos que emplean gas obtenido a partir de la electrólisis del agua, en lugar de fluido hidráulico, al igual que sistemas que bombean agua ambiental hacia dentro y fuera de un recipiente a presión.

## Funcionamiento
El motor de flotabilidad es una tecnología utilizada en la investigación para la vigilancia y cartografía submarinas.  Un motor de flotabilidad funciona cambiando la flotabilidad del dispositivo para que el vehículo flote o se hunda en la columna de agua. Una forma de hacerlo es inflando y desinflando una vejiga de aceite situada fuera del casco rígido a presión utilizando el aceite almacenado en el interior del casco rígido a presión. Al hacerlo, se cambia la densidad de la embarcación en la que está instalado el motor.  Como resultado, un vehículo submarino autónomo como un planeador submarino puede ajustar repetidamente su flotabilidad sin necesidad de intervención externa. Esto permite que el planeador permanezca en funcionamiento, independientemente de una embarcación de superficie, durante más tiempo, lo que convierte al planeador submarino en una herramienta más viable para cartografiar el fondo oceánico.
Un planeador submarino funciona de manera similar a un planeador aéreo, ya que utiliza el flujo de agua sobre un conjunto de alas aerodinámicas para generar sustentación. La dirección de la sustentación generada induce un movimiento hacia adelante, tanto si el vehículo se desliza hacia abajo cuando tiene flotabilidad negativa como si lo hace hacia arriba cuando tiene flotabilidad positiva. La forma en que se distribuye el peso dentro del planeador submarino ayuda a ello, situando el centro de gravedad en el borde delantero de las alas o justo delante de él.  Esto favorece una pendiente de planeo eficiente y suave. El motor de flotabilidad permite a un planeador submarino continuar este proceso de planeo durante largos periodos de tiempo invirtiendo la fuerza vertical que induce el planeo cuando el vehículo alcanza los límites de profundidad superior e inferior de su envolvente de funcionamiento. Sin un motor de flotabilidad, un planeador submarino podría utilizarse una sola vez y luego desplegar un paquete que flotaría hasta la superficie, donde podría recuperarse, o soltar lastre, con el mismo efecto. Con la adición de un motor de flotabilidad, el planeador submarino se convierte en una herramienta más viable, ya que puede permanecer en funcionamiento durante más tiempo y puede reutilizarse.
Un planeador submarino, al igual que un planeador aéreo, pierde altitud a medida que avanza.   En el caso de un planeador submarino, su profundidad aumenta. Eventualmente, cualquier planeador tocará el suelo.  Con un avión planeador, esto no supone un gran problema, ya que se espera que aterrice y sea reutilizable cuando lo hace.  Esto no es así en el caso de un planeador submarino. Si un planeador submarino aterriza en el fondo del océano, se da por perdido.  Dado que un motor de flotabilidad permite a un planeador cambiar su densidad, este puede planear en dos direcciones. Puede planear hacia abajo como un avión o hacia arriba si se vuelve menos denso que el agua que lo rodea.  De este modo, mientras el motor de flotabilidad permanezca activo y haya energía disponible, un planeador submarino puede seguir funcionando.
El funcionamiento real de un motor de flotabilidad se produce a través de un complejo sistema de tubos, válvulas y sensores.   Cuando se despliega un planeador equipado con un motor de flotabilidad, este aumenta su densidad para sumergirse a una profundidad adecuada en la que iniciar su misión.  Una vez alcanzada dicha profundidad, el planeador comienza la misión y el motor de flotabilidad ajusta la densidad a un valor eficiente para el planeo. Cuando se alcanza una profundidad predeterminada, el motor de flotabilidad disminuye la densidad y esto hace que el planeador vuelva a planear hacia la superficie.  De esta manera, el planeador submarino permanece en funcionamiento entre dos profundidades preestablecidas. El mecanismo utilizado para modificar la flotabilidad con este fin es a menudo un recipiente de presión de flotabilidad variable.

## Aplicación
El motor de flotabilidad, cuando se combina con el planeador submarino, proporciona a los científicos y otras personas u organizaciones acceso a hardware para estudiar las profundidades oceánicas.  Por ejemplo, el motor de flotabilidad, dado que se utiliza en planeadores submarinos y amplía las capacidades de estas embarcaciones, permitiría cartografiar el fondo oceánico de forma más eficaz. El uso del motor de flotabilidad también tiene otros efectos.  Podría utilizarse para mejorar la detección de yacimientos submarinos de petróleo.  Además, dado que el alcance operativo de los planeadores submarinos aumenta con el uso de motores de flotabilidad, se pueden cartografiar secciones más amplias del fondo oceánico, lo que resulta más eficiente que las tecnologías preexistentes. Además, los motores de flotabilidad no emiten sustancias nocivas para el medio ambiente, lo que los convierte en una tecnología segura para el medio ambiente.
Otras aplicaciones que se derivan de esto incluyen la investigación de desastres que ocurren en el mar.  Gracias a las mayores capacidades de cartografía que ofrece el motor de flotabilidad, la búsqueda de los restos de un avión comercial o un buque de pasajeros puede realizarse de forma más económica con un mayor número de unidades, por lo que los restos pueden encontrarse antes y las pruebas pueden recogerse de forma más eficiente. La cartografía oceánica y la vigilancia submarina son importantes, ya que pueden revelar recursos que de otro modo no estarían disponibles.